# 日本海裂頭条虫
日本海裂頭条虫（にほんかいれっとうじょうちゅう、学名：Dibothriocephalus nihonkaiensis シノニム：Diphyllobothrium nihonkaiense）は、裂頭条虫目裂頭条虫科に属する条虫の1種。成虫の体長は最大で10 m、体幅1.5 cm、ストロビラは約4000個の片節からなりジッパー様の外観を呈する。虫卵は長径55〜75 μm、短径40〜55 μmの楕円形、黄褐色、一端に小蓋を有し、1個の卵細胞と多数の卵黄細胞を含む。第一中間宿主は海産の甲殻類と考えられるが不明、第二中間宿主はサクラマス・カラフトマス、終宿主はヒト・クマ。日本海裂頭条虫の虫卵は糞便とともに外界へ排出され、水中でコラシジウムに発育する。コラシジウムは第一中間宿主に摂取されることにより侵入し、体腔でプロセルコイドへと発育する。第二中間宿主には第一中間宿主とともに摂取されることにより侵入し、プレロセルコイド（擬尾虫）に発育して皮下や筋肉に寄生する。終宿主には第二中間宿主とともに摂取されることにより侵入し、小腸で成虫に発育する。

## 宿主
- 第1中間宿主……海産の甲殻類と考えられるが不明。
- 第2中間宿主……サクラマス・サケ・カラフトマス・ベニザケ・イトウなどの魚類
- 終宿主……ヒト・クマ・オオカミ・イヌ・キツネなどの哺乳類[3]

## 治療
日本海裂頭条虫の治療｛駆虫）は、プラジカンテルの内服、消化管造影剤であるアミドトリゾ酸ナトリウムメグルミン（商品名: ガストログラフイン）の服用・注入が代表的なものである。プラジカンテルは駆虫率90〜100 %、アミドトリゾ酸は駆虫率約78 %とされる。